# Mette Mestad
Mette Mestad (* 19. November 1958) ist eine ehemalige norwegische Biathletin.
Mestad gehörte zur in den Anfangsjahren des Damenbiathlons sehr erfolgreichen norwegischen Mannschaft. In der Saison 1983/84 gewann Mestad als zweite Norwegerin nach ihrer Mannschaftskollegin Gry Østvik in der Saison zuvor den Gesamtweltcup. Im Gegensatz zu anderen norwegischen Biathletinnen dieser Zeit war Mestad bei Weltmeisterschaften jedoch wenig erfolgreich und konnte dort weder eine Einzel- noch eine Staffelmedaille erzielen.
Neben dem Gesamtweltcup-Sieg konnte Mestad ihre größten Erfolge auf nationaler Ebene feiern. Insgesamt wurde sie zwischen 1979 und 1985 zwölfmal norwegische Meisterin. Fünfmal in Folge war sie im Staffelrennen erfolgreich, viermal im Einzel und dreimal im Sprint. Am erfolgreichsten war Mestad bei den 1980 in Austmarka ausgetragenen Meisterschaften, wo sie in allen drei Disziplinen siegreich war.